# 李覺 (正德進士)
李覺（1469年—？年），字四順，南直隶常州府無錫縣人，明朝政治人物。

## 生平
治《詩經》，行一，由國子生中式辛酉科（1501年）應天府鄉試第三十一名舉人，年四十歲中式正德三年（1508年）戊辰科會試第二百七十九名，第三甲第二百二十七名進士。官刑部主事。

## 家族
曾祖李景脩。祖父李桓仲。父李庶。母趙氏。严侍下。